# 848

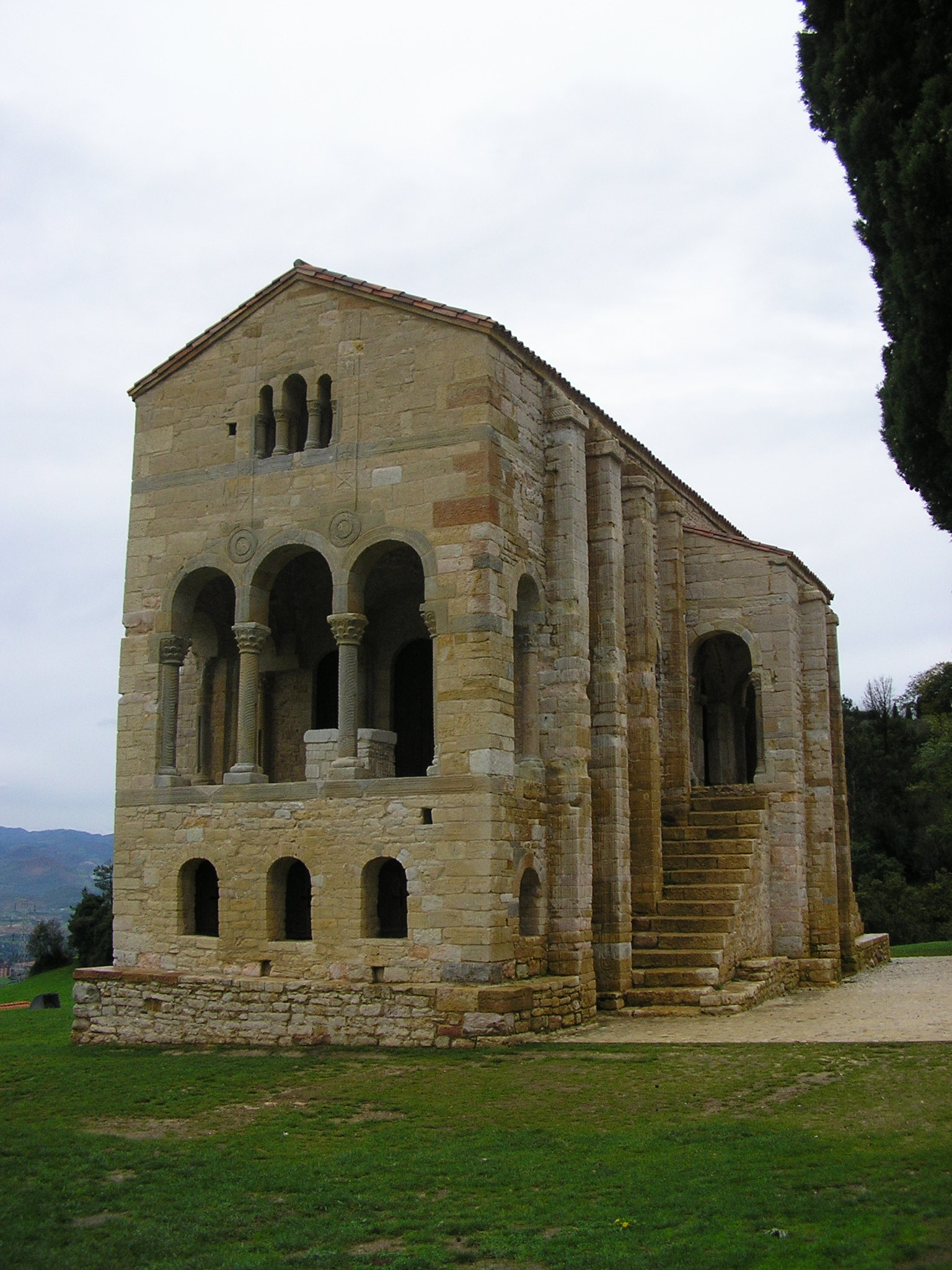
Kerk van Santa Maria del Naranco (Spanje)

Het jaar 848 is het 48e jaar in de 9e eeuw volgens de christelijke jaartelling.

## Gebeurtenissen

### Europa
- 25 maart - Aartsbisschop Wenilo van Sens zalft en kroont Karel de Kale, de zoon van Lodewijk de Vrome, in Orléans.
- Zomer - Koning Karel de Kale lijft Aquitanië in bij het West-Frankische Rijk nadat Pepijn II, een kleinzoon van Lodewijk I ("de Vrome"), is afgezet door de Frankische adel.
- Willem van Septimanië volgt Sunifried op als graaf van Barcelona en Empúries (huidige Catalonië).

### Arabië
- De Saracenen verwoesten de Byzantijnse stad Leontini (Sicilië). Het garnizoen geeft zich na een belegering over, de inwoners worden afgeslacht of als slaven afgevoerd.

## Religie
- Ansgarius, een Frankische missionaris, wordt benoemd tot aartsbisschop van Bremen.
- Liudger wordt benoemd tot bisschop van Utrecht (waarschijnlijke datum).
- De kerk van Santa María del Naranco (Noord-Spanje) wordt voltooid.

## Geboren
- Alfons III, koning van Asturië (waarschijnlijke datum)
- Alfred de Grote, koning van Wessex (of 849)